# Бандиты (фильм, 2009)
«Бандиты» (исп. Los Bandoleros) — короткометражный фильм, снятый в 2009 году Вином Дизелем как предыстория фильма «Форсаж 4».

## Сюжет
В фильме рассказывается о том, как познакомились члены команды Доминика из четвёртой части (Хан, Тего, Сантос, Кара и Летти).

## В ролях
| Актёр                | Роль            |
| -------------------- | --------------- |
| Вин Дизель           | Доминик Торетто |
| Мишель Родригес      | Летти Ортис     |
| Сон Кан              | Хан             |
| Тего Кальдерон       | Тего Лео        |
| Дон Омар             | Сантос          |
| Мирта Мишель         | Кара Мирта      |
| Ф. Валентино Моралес | Мало            |
| Хуан Фернандес       | Элвис           |